# Coupe du monde de football américain
La Coupe du monde de football américain est une compétition internationale de football américain qui se déroule ordinairement tous les quatre ans. Cette compétition, créée en 1999 est organisée par l'IFAF (Fédération internationale de football américain).
L'édition 2019 qui devait avoir lieu en Australie a été annulée pour des raisons logistiques.

## Palmarès
| 1999 | Italie     | Japon               | 6-0                 | Mexique             | Suède               | 38-13               | Italie              |
| 2003 | Allemagne  | Japon               | 34-14               | Mexique             | Allemagne           | 36-7                | France              |
| 2007 | Japon      | États-Unis          | 23-20               | Japon               | Allemagne           | 7-0                 | Suède               |
| 2011 | Autriche   | États-Unis          | 50-7                | Canada              | Japon               | 17-14               | Mexique             |
| 2015 | États-Unis | États-Unis          | 59-12               | Japon               | Mexique             | 20-7                | France              |
| 2023 | Australie  | Compétition à venir | Compétition à venir | Compétition à venir | Compétition à venir | Compétition à venir | Compétition à venir |

## Bilan
| Rang | Pays       | Médaille d'or | Médaille d'argent | Médaille de bronze | 4e |
| ---- | ---------- | ------------- | ----------------- | ------------------ | -- |
| 1    | États-Unis | 3             |                   |                    | 0  |
| 2    | Japon      | 2             | 2                 | 1                  | 0  |
| 3    | Mexique    |               | 2                 | 1                  | 1  |
| 4    | Canada     |               | 1                 |                    | 0  |
| 5    | Allemagne  |               |                   | 2                  | 0  |
| 6    | Suède      |               |                   | 1                  | 1  |
| 7    | France     |               |                   |                    | 2  |
| 8    | Italie     |               |                   |                    | 1  |

## Participations
| Pays                     | Participation(s)         | 1999 | 2003 | 2007 | 2011 | 2015 |
| ------------------------ | ------------------------ | ---- | ---- | ---- | ---- | ---- |
| Allemagne                | 3                        | -    | 3e   | 3e   | 5e   | -    |
| Australie                | 3                        | 5e   | -    | -    | 8e   | 5e   |
| Autriche                 | 1                        | -    | -    | -    | 7e   | -    |
| Brésil                   | 1                        | -    | -    | -    | -    | 7e   |
| Canada                   | 1                        | -    | -    | -    | 2e   | -    |
| Corée du Sud             | 2                        | -    | -    | 5e   | -    | 6e   |
| États-Unis               | 3                        | -    | -    | 1er  | 1er  | 1er  |
| Finlande                 | 1                        | 6e   | -    | -    | -    | -    |
| France                   | 4                        | -    | 4e   | 6e   | 6e   | 4e   |
| Italie                   | 1                        | 4e   | -    | -    | -    | -    |
| Japon                    | 5                        | 1er  | 1er  | 2e   | 3e   | 2e   |
| Mexique                  | 4                        | 2e   | 2e   | -    | 4e   | 3e   |
| Suède                    | 2                        | 3e   | -    | 4e   | -    | -    |
| Nombre de participants : | Nombre de participants : | 6    | 4    | 6    | 8    | 7    |